# Пригородный (Владимирская область)
Пригородный — село в Юрьев-Польском районе Владимирской области России, входит в состав Красносельского сельского поселения.

## География
Село расположено в 2 км на северо-восток от райцентра города Юрьев-Польский.

## История
Образован в начале 1960-х годов как посёлок участка совхоза «Юрьев-Польский» в составе Красносельского сельсовета. В 1966 году посёлок участка совхоза «Юрьев-Польский» переименован в посёлок Пригородный.
С 2005 года — в составе Красносельского сельского поселения.

## Население
| 2002 | 2010 | 2021 |
| ---- | ---- | ---- |
| 364  | ↗414 | ↘316 |